# Cycas ferruginea
Cycas ferruginea é uma espécie de cicadófita do género Cycas da família Cycadaceae, nativa do oeste de Guangxi, na China, e de Lang Son, no Vietname. Segundo dados de 2010, a população tende a descrescer.